# Delomys dorsalis
Delomys dorsalis is een zoogdier uit de familie van de Cricetidae. De wetenschappelijke naam van de soort werd voor het eerst geldig gepubliceerd door Hensel in 1873.

## Voorkomen
De soort komt voor in Brazilië en Argentinië.